# وسط إفريقيا

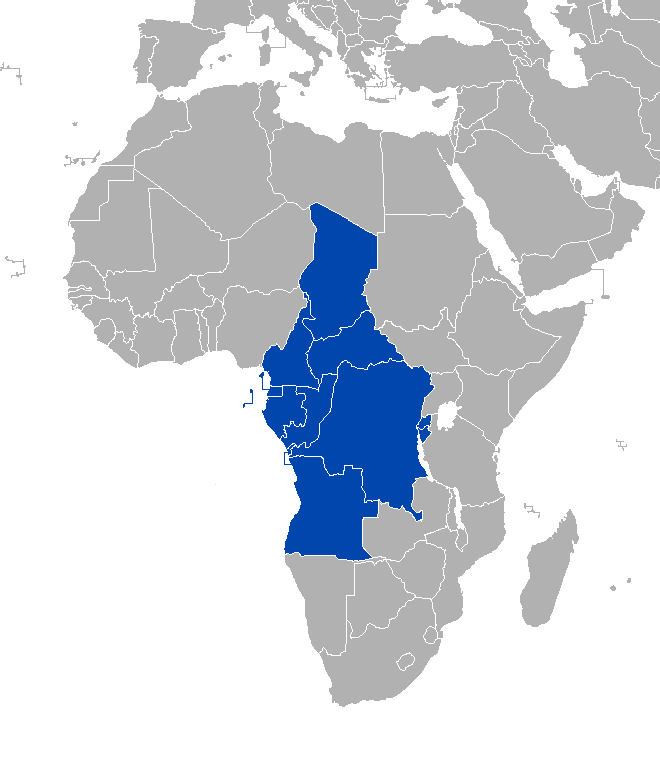
دول وسط إفريقيا

وسط إفريقيا هي منطقة فرعية من القارة الإفريقية تضم بلدانًا مختلفة وفقًا لتعريفات مختلفة. وتنتمي ست دول من هذه الدول للجماعة الاقتصادية لدول وسط إفريقيا. وهم (الكاميرون وجمهورية إفريقيا الوسطى وتشاد وجمهورية الكونغو وغينيا الاستوائية والغابون) وتتقاسم عملة مشتركة وهي فرنك وسط إفريقي. و يحدد بنك التنمية الإفريقي سبع دول من وسط إفريقيا وهي الكاميرون، جمهورية إفريقيا الوسطى، تشاد، جمهورية الكونغو الديمقراطية، جمهورية الكونغو، غينيا الاستوائية، والغابون.  ويشمل المصطلح الذي تستخدمه الأمم المتحدة في مخططها الجغرافي لإفريقيا نفس البلدان التي حددها بنك التنمية الإفريقي، إلى جانب أنغولا وساو تومي وبرينسيب.

## دول وسط إفريقيا
| البلد                       | العاصمة  | المساحة (كم2) | عدد السكان | اللغات الرسمية                      |
| --------------------------- | -------- | ------------- | ---------- | ----------------------------------- |
| تشاد                        | انجمينا  | 1,284,000     | 15,946,876 | العربية، الفرنسية                   |
| الكاميرون                   | ياوندي   | 475442        | 25,876,380 | الفرنسية، الانجليزية                |
| جمهورية إفريقيا الوسطى      | بانغي    | 622,984       | 4,745,185  | فرنسية، سانغوية                     |
| غينيا الإستوائية            | مالابو   | 28051         | 1,355,986  | الإسبانية، الفرنسية، البرتغالية     |
| الغابون                     | ليبرفيل  | 267,745       | 2,172,579  | الفرنسية                            |
| الكونغو                     | برازافيل | 342000        | 5,380,508  | الفرنسية                            |
| جمهورية الكونغو الديمقراطية | كينشاسا  | 2344858       | 86,790,567 | الفرنسية                            |
| أنغولا                      | لواندا   | 1.246.700     | 31,825,295 | البرتغالية                          |
| ساو تومي وبرينسيب           | ساو تومي | 1001          | 215,056    | البرتغالية                          |
| رواندا                      | كيغالي   | 26,338        | 12,626,950 | الفرنسية، الكينيارواندية، السواحلية |
| بوروندي                     | جيتيغا   | 27,834        | 11,844,520 | الفرنسية، الكيروندية                |

## التاريخ

### عصور ما قبل التاريخ
تم اكتشاف آثار في وسط إفريقيا منذ أكثر من 100000عام.  وهناك أدلة على صهر الحديد في جمهورية إفريقيا الوسطى والكاميرون والتي قد يعود تاريخها إلى 3000 إلى 2500 قبل الميلاد. وتم العثور مؤخرًا على مستوطنات في شمال شرق نيجيريا، على بعد حوالي 60 كم (37 ميل) جنوب غرب بحيرة تشاد يرجع تاريخها إلى الألفية الأولى قبل الميلاد. ودعمت التجارة والتقنيات الزراعية المحسنة مجتمعات أكثر تطوراً، مما أدى إلى الحضارات المبكرة مثل: حضارة ساو، و إمبراطورية كانم وبورنو، مملكة الشلك، مملكة باقرمي، و سلطنة وادي.

### التاريخ القديم

#### حضارة ساو
ازدهرت حضارة ساو في وسط إفريقيا. من القرن السادس قبل الميلاد إلى أواخر القرن السادس عشر في شمال وسط إفريقيا. وعاش شعب ساو على نهر شاري جنوب بحيرة تشاد في منطقة أصبحت فيما بعد جزءًا من الكاميرون وتشاد. وتظهر التحف ساو أنهم كانوا من عمال مهرة في تشكيل البرونز، النحاس، و الحديد. وتشمل الاكتشافات منحوتات برونزية وتماثيل لأشكال بشرية وحيوانية، و عملات معدنية، وأواني منزلية، ومجوهرات، و فخار، و رماح.  وتم اكتشاف أكبر اكتشافات أثرية في جنوب بحيرة تشاد.

#### إمبراطورية كانم ويرنو
إمبراطورية كانم برنو، وكان مركزه في حوض بحيرة تشاد. وكانت تُعرف باسم إمبراطورية كانم من القرن التاسع الميلادي فصاعدًا واستمرت مملكة برنو المستقلة حتى عام 1900. وفي أوجها كانت تشمل منطقة تغطي تشاد وأجزاءً من جنوب ليبيا وشرق النيجر وشمال شرق نيجيريا وشمال الكاميرون، وأجزاء من جنوب السودان وجمهورية إفريقيا الوسطى.

#### مملكة الشلك
كانت مملكة الشلك متمركزة في جنوب السودان منذ القرن الخامس عشر على طول شريط من الأرض على طول الضفة الغربية للنيل الأبيض، وكانت العاصمة بلدة فشودة. توأسست المملكة في منتصف القرن الخامس عشر الميلادي. وخلال القرن التاسع عشر، واجهت مملكة الشلك تراجعًا في أعقاب الهجمات العسكرية من الإمبراطورية العثمانية ثم الاستعمار البريطاني.

#### مملكة باقرمي
كانت مملكة باغيرمي موجودة كدولة مستقلة خلال القرنين السادس عشر والسابع عشر جنوب شرق بحيرة تشاد. وظهرت مملكة باغيرمي إلى الجنوب الشرقي من إمبراطورية كانم وبرنو. وفي وقت لاحق من حكمه، غزتها إمبراطورية برنو.

#### سلطنة وداي
هي سلطنة كانت توجد في تشاد وجمهورية إفريقيا الوسطى في القرن السابع عشر.

#### مملكة لواندا
بعد هجرة البانتو من غرب إفريقيا، بدأت ممالك وإمبراطوريات البانتو في جنوب وسط إفريقيا في التطور، قامت ملكة لواندا في خمسينيات القرن الخامس عشر، في وسط جمهورية الكونغو الديمقراطية.

#### مملكة الكونغو

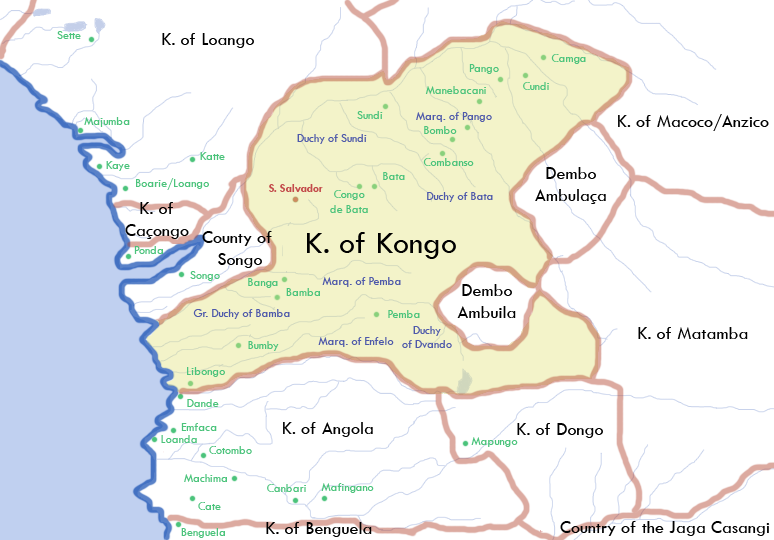
مملكة الكونغو في عام 1711

بحلول القرن الخامس عشر الميلادي، تم توحيد شعب باكونغو، وكانت العاصمة مبانزا كونغو. ومع التنظيم، كانوا قادرين على قهر جيرانهم وانتزاع الجزية. وكانوا خبراء في تشكيل المعادن والفخار. وبحلول القرن السادس عشر، سيطرة المملكة علي المنطقة التي تقع بين المحيط الأطلسي في الغرب إلى نهر كوانغو في الشرق. في عام 1506 ثم أصبحت سواحل المنطقة مركز لتجارة العبيد، كون ساو تومي نقطة عبور إلى البرازيل. ثم مصدرا رئيسيا لتجارة العبيد خلال القرن السابع عشر والثامن عشر.

### التاريخ الحديث
خلال مؤتمر برلين في 1884-1885، تم تقسيم إفريقيا بين القوى الاستعمارية الأوروبية، وتحديد الحدود التي لم تتغير إلى حد كبير اليوم. وفي 5 أغسطس 1890، أبرم البريطانيون والفرنسيون اتفاقية لتوضيح الحدود بين غرب إفريقيا الفرنسي وما سيصبح لاحقًا نيجيريا. تم الاتفاق على حدود على طول الخط من ساي، النيجر إلى باروا على بحيرة تشاد.  وعلى مدار العشرين عامًا التالية، تم دمج جزء كبير من حوض بحيرة تشاد بموجب معاهدة أو بالقوة في غرب إفريقيا الفرنسية.
وفي 2 يونيو 1909، احتل الفرنسيون أبشي عاصمة سلطنة وادي. وتم تقسيم ما تبقى من الحوض من قبل البريطانيين في نيجيريا الذين استولوا على كانو في عام 1903، والألمان الذين احتلوا الكاميرون. واستقلات دول وسط إفريقيا في افترة بين عامي 1956 و1962، محتفظة بالحدود الإدارية الاستعمارية.
وفي عام 2011، حصل جنوب السودان على استقلاله عن السودان بعد أكثر من 50 عامًا من الحرب.

## جغرافيا
تقع في النطاق الأوسط من القارة الإفريقية وتمتد جغرافياً من تشاد في الشمال وحتى أنغولا جنوباً، ومن الجابون غرباً وحتى أوغندا شرقاً، وهو يمتد من دائرة العرض (22) شمالاً إلى (18) جنوباً . ويضم هذا النطاق حوض نهر الكونغو وروافده التي تمثل خطوط تقسيم المياه بين نهرى النيل والزمبيزي، كما يحتضن حوض تشاد ذو التصريف الداخلى أنهار داندا وكاتوميلا وكونيني الذي ينبع من أنغولا ونهر ساناجا في الكاميرون.

### المناخ
بحكم الموقع لهذا الإقليم ونظراً لمرور خط الاستواء وسطه فإنه يتميز بتنوع النطاقات المناخية فيه مع سيادة المناخ الاستوائي ويمكن لنا أن نميز هنا ثلاثة نطاقات مناخية وهي:
- الاستوائي وهو الأعم.
- المداري.
- الصحراوي وأشباهه .

### الأمطار
معدلات سقوط الأمطار تصل في بعض أجزاء الإقليم إلى (42) بوصة، وتتراوح فترة الأمطار ما بين (5) شهور إلى (7) شهور .

## اقتصاد

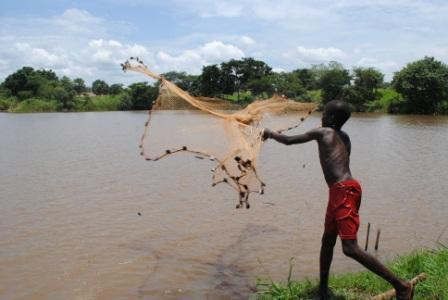
طفل سوداني جنوبي يصطاد الأسماك من بحيرة كازانا في ماريدي بجنوب السودان

الأنشطة الاقتصادية الرئيسية في وسط إفريقيا هي الزراعة والرعي وصيد الأسماك. ويعيش ما لا يقل عن 40٪ من سكان الريف في شمال وشرق إفريقيا الوسطى في فقر ويواجهون بشكل روتيني نقصًا مزمنًا في الغذاء.  ومن أهم المحاصيل الزراعي البن، زيت النخيل، القطن، الحبوب، بالنسبة للثروة المعدنية يمتاز الإقليم بوجود ثروات معدنية كثيرة من أهمها: الماس، النفط، اليورانيوم، المنغيز. ويعتبر النفط أيضًا من الصادرات الرئيسية لبلدان شمال وشرق إفريقيا الوسطى، ولا سيما تشاد وجنوب السودان.

### جمهورية إفريقيا الوسطى
جمهورية إفريقيا الوسطى هي واحدة من أقل البلدان نموا، اقتصاديا واجتماعيا في المنطقة وفي العالم. ويتكون ناتجها المحلي الإجمالي من الزراعة (56.4٪) والخدمات (28.8٪) والصناعة (14.9٪). وصناعاتها الرئيسية هي: استخراج الذهب والماس والتعدين، وتربية الماشية، وصناعة المنسوجات، والأحذية.
تتكون صادرات إفريقيا الوسطى من: الماس، والخشب، والقطن، والبن، والتبغ. ومن ناحية أخرى، تستورد المواد الغذائية والمنسوجات والمنتجات البترولية والآلات والمعدات الكهربائية والمركبات الآلية والمنتجات الكيماوية والأدوية. وبسبب انخفاض القوة الشرائية للسكان. يعيش 62٪ من السكان تحت خط الفقر ويبلغ متوسط العمر المتوقع 52.5 سنة.

### تشاد
تشاد لديها اقتصاد صناعي ضئيل للغاية، 80 ٪ من الناتج المحلي الإجمالي يتكون من الزراعة، والباقي (20 ٪) يتكون من الصناعة والخدمات (صناعاتها الرئيسية هي البترول، القطن والمنسوجات، ومواد البناء)
وصادراتها هي: النفط، الماشية، القطن والصمغ العربي. أما وارداتها فهي: آلات ومعدات النقل والسلع الصناعية والأغذية والمنسوجات. وفي تشاد، يعيش 80٪ من السكان تحت خط الفقر ويبلغ متوسط العمر المتوقع 53.1 سنة.

### جمهورية الكونغو الديموقراطية
جمهورية الكونغو الديمقراطية هي دولة تتمتع بموارد طبيعية متنوعة ووفرة في المعادن، ولم تتمكن من تطوير اقتصادها بسبب الفساد المنهجي لسنوات عديدة حتى الآن. ويتكون ناتجها المحلي الإجمالي من الزراعة (38.4٪) والصناعة (25.9٪) والخدمات (35.7٪). وصناعاتها الرئيسية هي: التعدين ( الماس، الذهب، النحاس، الكوبالت، الكولتان، الزنك) ومعالجة المعادن والسلع الاستهلاكية. وصادرات البلاد هي الماس، الذهب، النحاس، الكوبالت، الخشب، النفط، والقهوة. وتستورد أيضا المواد الغذائية، ومعدات التعدين وآلات أخرى، نقل المعدات و الوقود. ويبلغ عدد سكانها تحت خط الفقر 63٪ ومتوسط العمر المتوقع 59.8 سنة.

## السكان
يبلغ عدد سكان الإقليم حوالي (202) مليون نسمة كما جاء في إحصاء عام 1993م، وتعتبر الكثافة السكانية في هذا الإقليم منخفضة جداً بالنسبة لمساحة الإقليم لعدة عوامل نذكر منها:
- أن هذا الإقليم من القارة تعرض إبان تجارة العبيد إلى تفريغ سكاني كبير .
- انتشار ذبابة تسي تسي في المنطقة وبهذا أصبحت مجاري الأنهار والمستنقعات التي تنتشر بها هذه الذبابة منطقة طاردة للسكان .

### اللغة
تنتمي معظم اللغات التي يتم التحدث بها في وسط إفريقيا إلى لغات البانتو التي تعد جزءًا من عائلة لغات النيجر والكونغو. وفي الشمال، يتم التحدث بلغات أداماوا أوبانجي التي تنتمي إلى عائلة لغات النيجر والكونغو، ولغات وسط السودان التي تنتمي إلى عائلة اللغات النيلية الصحراوية.
وفي تشاد، يتم التحدث باللغات التشادية التي تنتمي إلى عائلة اللغات الأفرو آسيوية. وفي أنغولا، هناك متحدثون بلغات خويسان. بالإضافة إلى اللغات المحلية، يتم استخدام اللغات الكريولية واللغات الأوروبية هي اللغات الرسمية لدول وسط إفريقيا.